# Paola Maria Chiesa
Paola Maria Chiesa (Pavia, 12 settembre 1979) è una politica italiana, deputata con Fratelli d'Italia nella XIX legislatura.

## Biografia
Paola Chiesa è nata a Pavia nel 1979. Consegue due lauree presso l'Università degli Studi di Pavia. Docente di Lettere e studiosa di storia militare, ha al suo attivo oltre venti pubblicazioni sulla memorialistica dei soldati lombardi nelle guerre mondiali in collaborazione con il comando militare dell'esercito della Lombardia e il Centro Documentale di Milano, ex distretto militare.
Nel 2013 è stata "embedded" in Afghanistan con l'esercito italiano. È coinvolta come relatore in numerose conferenze dell’Esercito Italiano, dell’Arma dei Carabinieri, da Associazioni Combattentistiche e D’Arma, Associazioni di volontariato, Enti nazionali, Enti locali, scuole di ogni ordine e grado.
Nel 2014 ha ideato in collaborazione con il comando militare dell'Esercito Lombardia "L'esercito in corsia" presso l'Ospedale San Matteo di Pavia. Nello stesso anno è stata scelta dal Corriere della Sera fra 16 storie di tenacia dell'Italia che non ha smesso di andare avanti.
Nel 2015 a Roma, alla Camera dei Deputati – Palazzo San Macuto, ha ricordato tutti i militari italiani Caduti in missione.
Nel 2018, in occasione del Centenario della Vittoria dell'Italia nella Grande Guerra, ha organizzato in Prefettura a Pavia "Verso la Vittoria", un ciclo di conferenze per gli studenti delle scuole medie e superiori.
Dal 2015, ogni anno organizza in provincia di Pavia, con il patrocinio di Assoarma, la premiazione delle donne in divisa in occasione dell’8 marzo. 

## Carriera politica
Paola Chiesa aderisce fin dalla sua fondazione a Fratelli d'Italia. Alle primarie del 2014 ottiene il maggior numero di preferenze in provincia di Pavia. Da “grande elettore” partecipa nello stesso anno al primo congresso nazionale di partito a Fiuggi. Candidata alle elezioni europee del 2014, è la donna più votata dopo Giorgia Meloni nella circoscrizione nord ovest (Liguria, Lombardia, Piemonte, Valle d’Aosta).
È ammessa alla prima Scuola di Formazione Politica organizzata nell'anno 2015-2016 dalla fondazione Alleanza Nazionale a Roma.
Nel 2016 è nominata commissario di partito a Voghera.
Nel 2017 è nominata membro del Direttivo Provinciale di Fratelli d'Italia e, al secondo congresso nazionale di partito a Trieste, è eletta nell'Assemblea Nazionale. Sempre nel 2017 ha l'incarico di ricostruire il partito a Pavia ed è nominata commissario.
Nel 2018 è nominata Segretario di partito a Pavia. Candidata alle elezioni regionali 2018, è la più votata del partito in provincia di Pavia. Candidata alle elezioni politiche 2018, guida il partito come capolista nelle province di Pavia e Lodi.
Nel 2019, come capolista, è candidata alle elezioni comunali a Pavia ed è la più votata di Fratelli d'Italia. Eletta consigliere comunale a Pavia, riveste la carica di Capogruppo di Fratelli d'Italia.
Nel 2022 è eletta alla Camera dei Deputati. È capogruppo di Fratelli d’Italia nella IV Commissione Difesa.
Nel 2023 è nominata Responsabile Nazionale del Dipartimento Difesa di Fratelli d'Italia.

## Pubblicazioni
- I Caduti e i Dispersi della Comunità Montana dell’Oltrepò Pavese nella Campagna di Russia (1941-1943) - con una nota di Mario Rigoni Stern (edizioni Guardamagna 2008)
- Lettere dal fronte e dalla prigionia di soldati lombardi (edizioni Guardamagna 2008)
- “… Viene la sera in un tramonto rosso”. Diario di guerra, lettere e poesie di Marcello Cagnoni (edizioni Guardamagna 2008)
- Verificato per censura. La censura militare nella corrispondenza milanese (1941-1945) (edizioni Guardamagna 2008)
- I Caduti e i Dispersi di Marcallo con Casone nella Seconda Guerra Mondiale (edizioni Guardamagna 2009)
- Gli Ufficiali Alpini Pavesi Caduti e Dispersi nella Campagna di Russia (edizioni Guardamagna 2009)
- I Gropellesi Caduti e Dispersi nella Seconda Guerra Mondiale (edizioni Guardamagna 2009)
- Matricola n. 4100. Diario di prigionia del Sergente Maggiore Giuseppe Ghidoni (edizioni Guardamagna 2009)
- “Carissima Famiglia …” La Croce Rossa e le lettere dei prigionieri di guerra milanesi 1940-1946 (Mursia 2009)
- Casteggio: 1940-1945 (edizioni Guardamagna 2010)
- Schegge di vita. Santa Maria della Versa nei cinque anni di guerra 1940-1945 (edizioni Guardamagna 2010)
- Il futuro nella memoria. Giussano 1940-1945 (edizioni Guardamagna 2010)
- Dio e Patria. I Cappellani Militari lombardi nella Seconda Guerra Mondiale (Mursia 2011)
- Il Distretto Militare di Milano. Memorie storiche 1946-2007 (ABEditore 2011)
- “Si troveremo al paradiso”. 1941-1943: lettere dal fronte russo (ABEditore 2012)
- I Caduti e i Dispersi di Buscate nella Grande Guerra (edizioni Guardamagna 2012)
- “Verrà pure quel giorno”. Lettere e testimonianze dai campi inglesi dimenticati: Africa, Australia, India (ABEditore 2013)
- Mancava ai vivi. I Caduti e i Dispersi in guerra di Pietra de’ Giorgi (edizioni Altravista 2013)
- Un nodo nel cuore. Il Natale nelle lettere dei soldati al fronte e in prigionia (Ipso Facto Synergy S.r.l. 2013).
- Posta Militare 112. Lettere e testimonianze di Carabinieri nella Seconda Guerra Mondiale (Tipografia Commerciale Pavese 2014)
- Chiamati alle armi. I soldati di Ruino nella Seconda Guerra Mondiale (edizioni Altravista 2017)
- La Patria chiamò (Mursia 2011) autobiografia dell’Alpino Luca Barisonzi ferito gravemente in Afghanistan nel 2011
- Un mese e mezzo in Afghanistan (In Edibus 2014) del Caporale Maggiore Cristina Buonacucina ferita nel 2010 dall’esplosione di un ordigno improvvisato
- Lettera a Clelia. C’era una volta Riccardo Bucci, tuo padre (Terra Ferma edizioni 2014) di Roberta Nicora, moglie del Capitano dei Lagunari deceduto il 23 settembre 2011 a seguito di incidente stradale ad Herat, in Afghanistan.

## Riconoscimenti
- Premio giovani "Maria Corti" 2008 nell’ambito del Premio Nazionale Letterario “Cesare Angelini” istituito dal Lions Club Pavia "Le Torri" in collaborazione con l’Università degli Studi di Pavia.
- Benemerenza Provinciale “Don Giuseppe Robecchi” 2009, istituita dall’Amministrazione della Provincia di Pavia.
- Premio "Donna dell'Oltrepò" 2010, intitolato a Luisa Battistotti Sassi, istituito dal Lions Club "Stradella Broni Montalino".
- Attestato di Benemerito Esercito Lombardia 2011- "L’Ambrogino dell'Esercito" – conferito in occasione dei festeggiamenti per i 150 anni della Costituzione dell’Esercito Italiano.
- Nell’ambito del Premio Nazionale di Cultura in “memoria” dei Caduti delle Forze Armate e delle Forze dell'Ordine 2012, riconoscimento speciale per "altissimi meriti professionali e culturali".
- È stata insignita, in Vaticano, del Premio Internazionale "Giuseppe Sciacca" 2012, Sezione Scienze Storiche.
- Ha ricevuto nel 2014 la cittadinanza onoraria del Comune di Pietra de' Giorgi.
- Nel 2015 è stata nominata "Paladina delle Memorie" dall’Unione Nazionale Ufficiali in congedo d’Italia – Sezione di Milano e dall'Associazione Nazionale Voloire.
- In occasione dell'8 marzo 2017 è stata premiata da Assoarma Pavia per merito e impegno.
- Il 2 giugno 2017 con decreto del Presidente della Repubblica, su proposta della Presidenza del Consiglio dei Ministri, è stata insignita dell’onorificenza di "Cavaliere Ordine al Merito della Repubblica Italiana" per aver acquisito benemerenze verso la Nazione.